# Rayado (Nuovo Messico)
Rayado o Reyado (anticamente Ryado) fu il primo insediamento permanente nella contea di Colfax, Nuovo Messico, Stati Uniti d'America, e un importante fermata del Santa Fe Trail. Il nome Rayado deriva dal termine spagnolo "striato", forse in riferimento alle linee del lotto indicate da Lucien Maxwell.

## Posizione
Rayado si trova dove il ramo di montagna del Santa Fe Trail si interseca con il Cimarron Trail a Fort Leavenworth.
Rayado si trova a 1 909 piedi (1 984 m), lungo la State Route 21 all'estremo sud-est del Philmont Scout Ranch. Un miglio a sud si trova un classico butte sud-occidentale, chiamato Kit Carson Mesa.
Il Rayado Mesa si trova a 5 miglia (8,0 km) a sud-est di Rayado e il Rayado Peak a 9 805 piedi (2 989 m) si trova a 7 miglia (11 km) a ovest di Rayado sul Philmont Scout Ranch.